# Auletta aurantiaca
Auletta aurantiaca är en svampdjursart som beskrevs av Arthur Dendy 1889. Auletta aurantiaca ingår i släktet Auletta och familjen Axinellidae.
Artens utbredningsområde är havet utanför Indien. Inga underarter finns listade i Catalogue of Life.